# Нова речевість (архітектура)

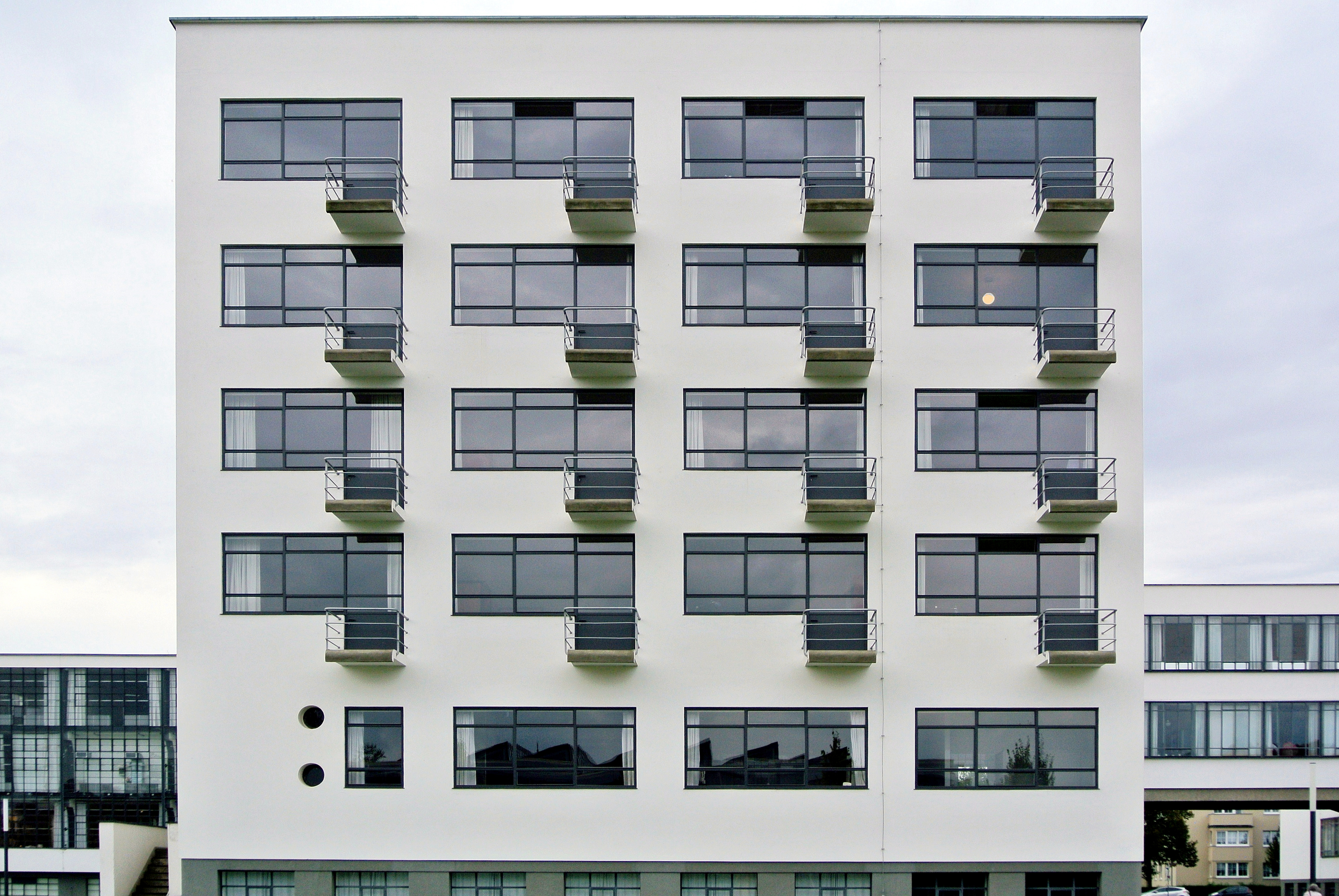
Студентський гуртожиток, будівля Баугаус Дессау, Вальтер Ґропіус (1925-26)

Нова речевість (нім. Neue Sachlichkeit), новий стиль — назва архітектурного стилю, що виник в Європі, насамперед у Німеччині, у 1920–1930-х роках. Стиль також часто називають Neues Bauen (нова забудова, нове будівництво). Набув поширення у багатьох містах Німеччини.

## Веркбунд та експресіонізм

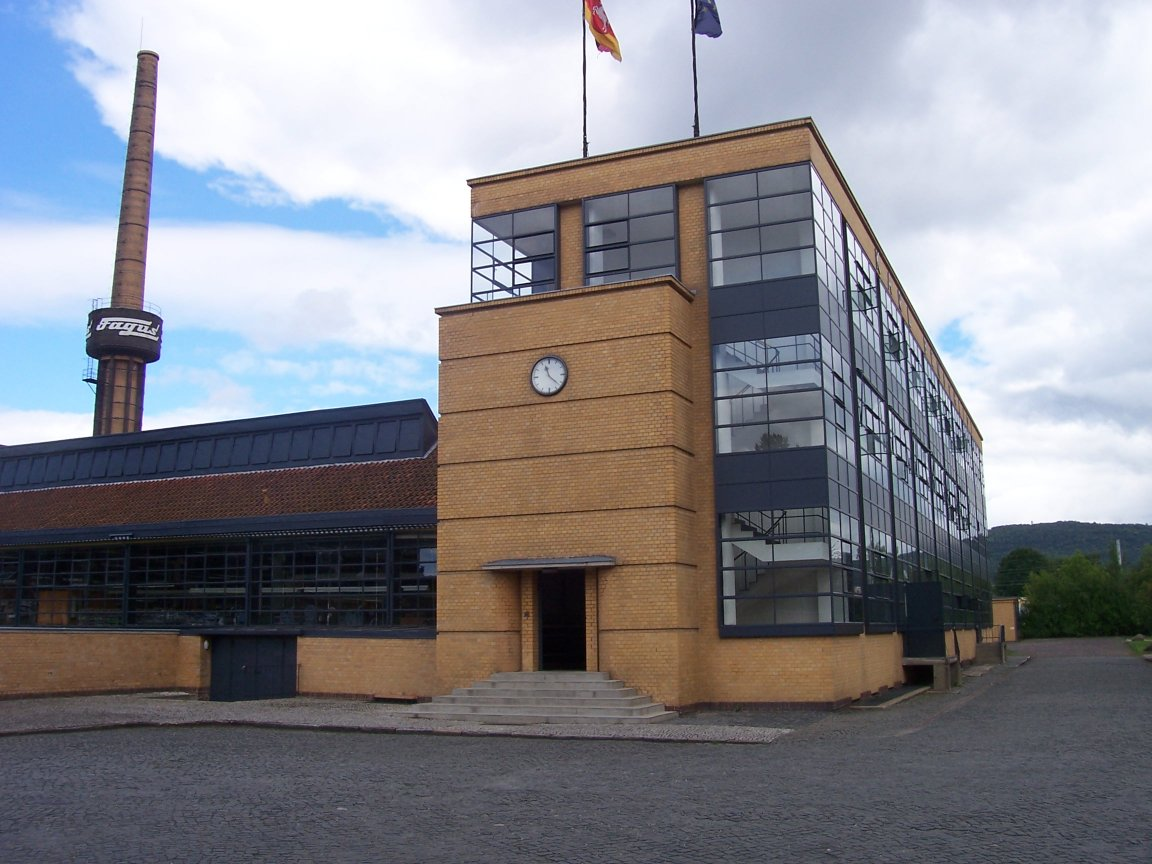
Фабрика Фаґуса. Проєкт Вальтера Ґропіуса й Адольфа Меєра

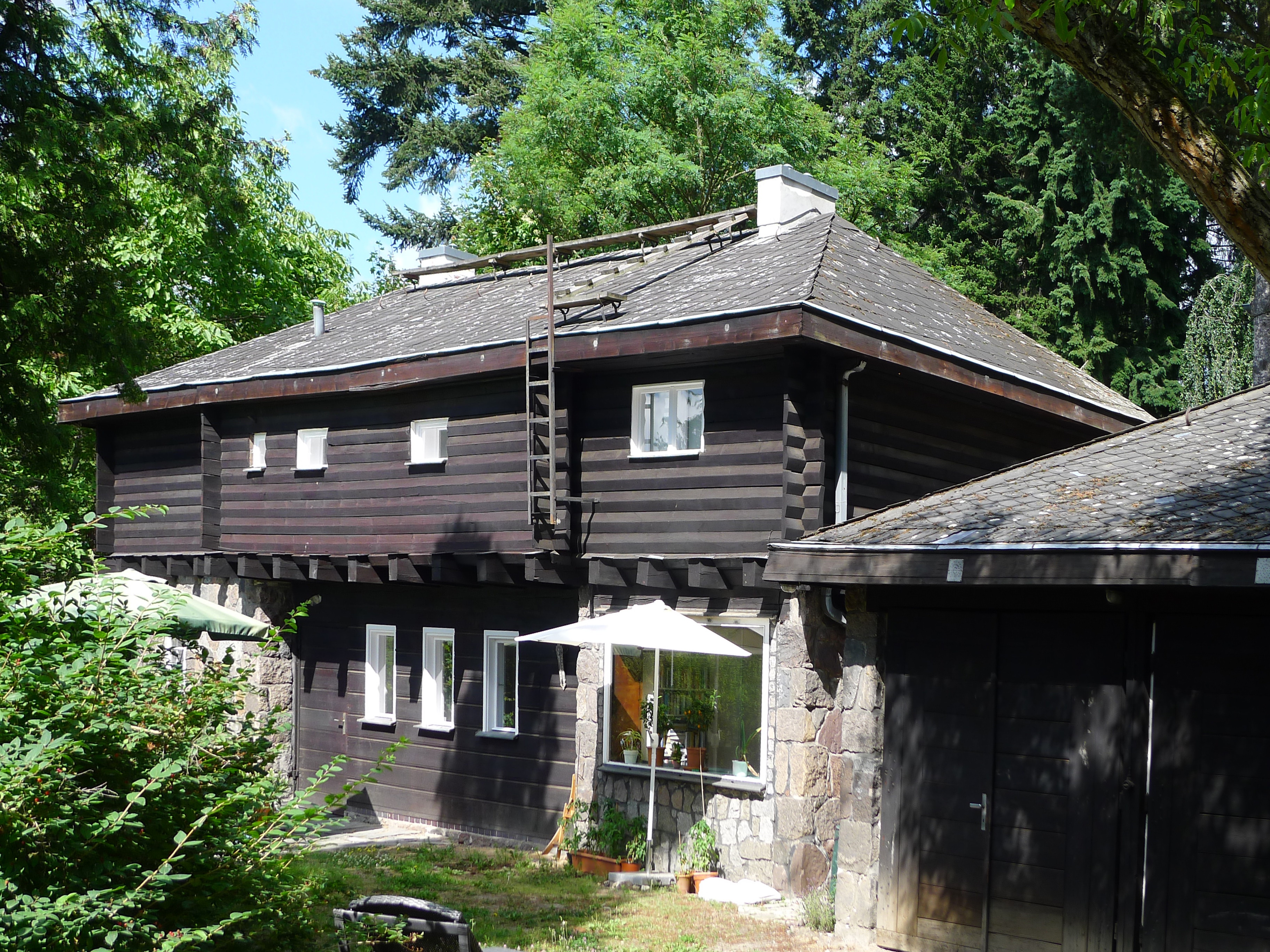
Будинок Зоммерфельда. Вальтер Ґропіус і Адольф Меєр

Перші спроби осучаснити німецькі міста прихильники німецького Веркбунду робили ще перед Першою світовою війною. Багато архітекторів, які стали асоціюватися з Новою речевістю, у 1910-х роках використовувало скляні поверхні та суворі геометричні композиції. Прикладами цього є фабрика Фаґуса за проєктом Вальтера Ґропіуса й Адольфа Меєра 1911 року або універмаг Ганса Пельціга 1912 року у Бреслау (Вроцлаві). Однак після війни ці та інші архітектори, як Бруно Таут гуртувались у революційному «Робочому комітеті мистецтва» і таємній групі Скляний ланцюг, працювали в новаторській експресіоністській архітектурі. До ранніх творів Баугауза відноситься, наприклад, будинок Зоммерфельда. Динамічність експресіонізму та використання скла як для прозорості, так і для кольорових ефектів стануть основою Нової речевості.

## Вплив Де Стейля та конструктивізму
Поворот від експресіонізму до більш модерністських стилів другої половини 1920-х років відбувся під впливом голландського авангарду, особливо групи Де Стейля. Голландські архітектори Ян Вілс і Якобус Ауд адаптували ідеї Френка Ллойда Райта для створення кубічного соціального житла. На відхід німецьких архітекторів від експресіонізму вплинула діяльність конструктивістів, а також Ле Корбюзьє. Крім того, Еріх Мендельсон вже відхилився від експресіонізму на користь заокруглених, динамічних форм, які він реалізував у «Будинку Моссе» і спорудах на заводі Вайхсмана в Гливицях у 1921—1922 роках.

## Ранні проєкти

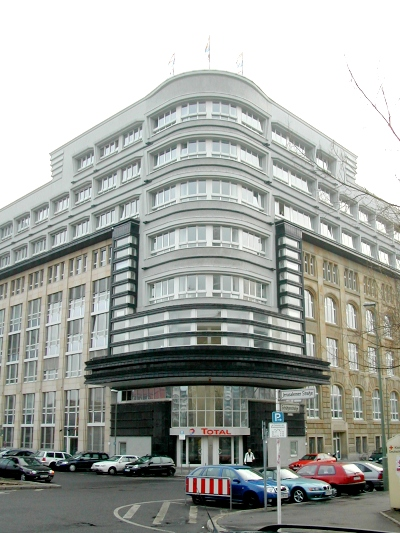
«Видавництво Рудольфа Моссе», реконструйоване Еріхом Мендельсоном, Берлін

Імовірно, до найраніших зразків «Нової Забудови» в Німеччині відносяться «Гаус-ам-Горн» Георга Мухе, представлений на виставці Баугауса 1922 року, і проєкт Ґропіуса і Меєра для конкурсу «Tribune Tower» у Чикаго.
Однак першим справжнім прикладом модернізму в будівництві стало поселення «Італійський Сад» в Целле за проєктом Отто Геслера 1923—1924 років. Це було модерністське поселення, зона нової забудови соціального житла, будинків, неправильних й асиметричних у плані, з плоскими дахами, великими вікнами й оберненими на південь терасами. На відміну від ідеї «білої коробки», яку згодом популяризував інтернаціональний стиль, вони часто фарбувались у яскраві кольори. Найбільшим прихильником кольору серед архітекторів житла був Бруно Таут.

## Новий Франкфурт

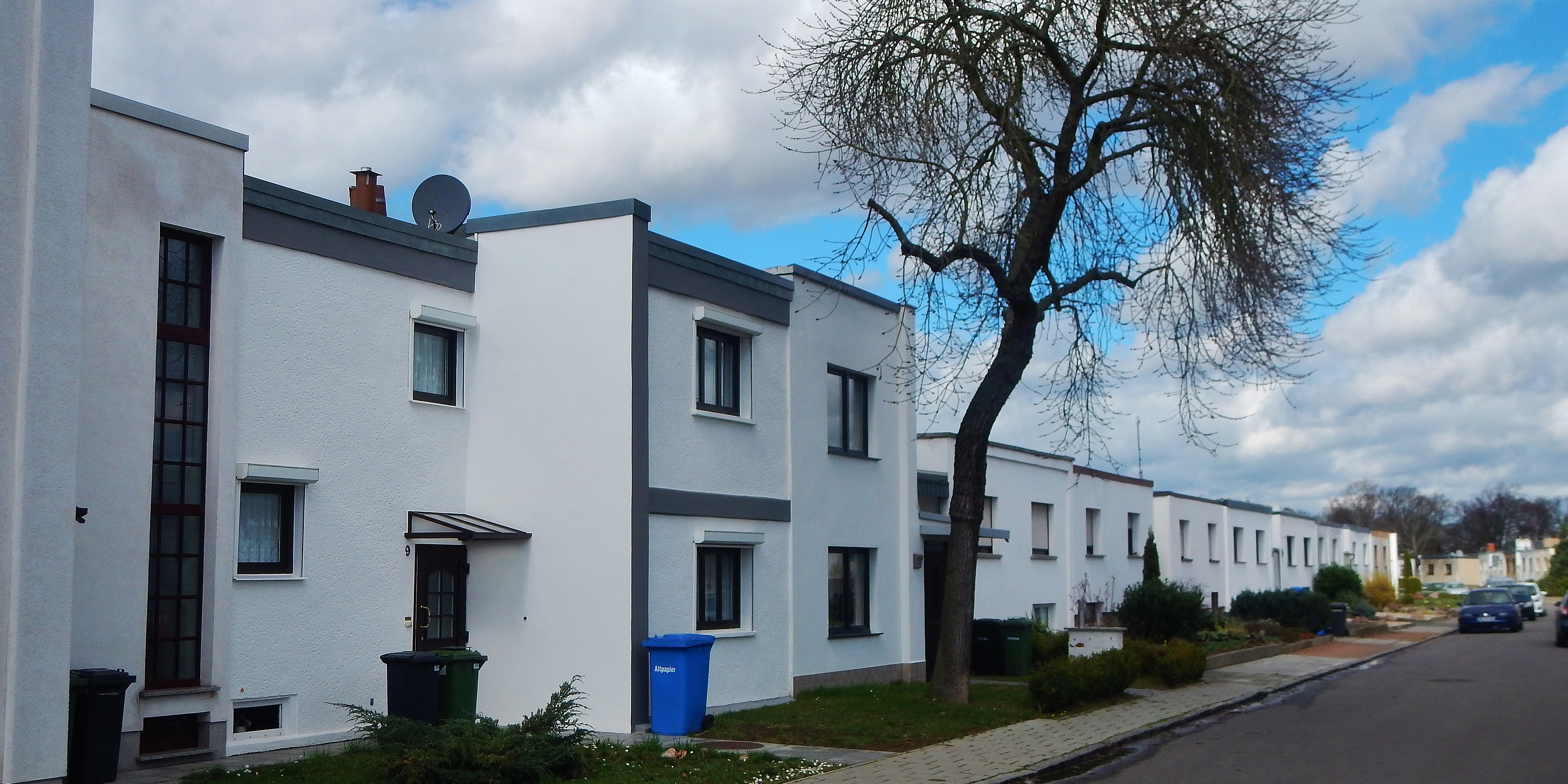
Житловое селище Тертен в Дессау

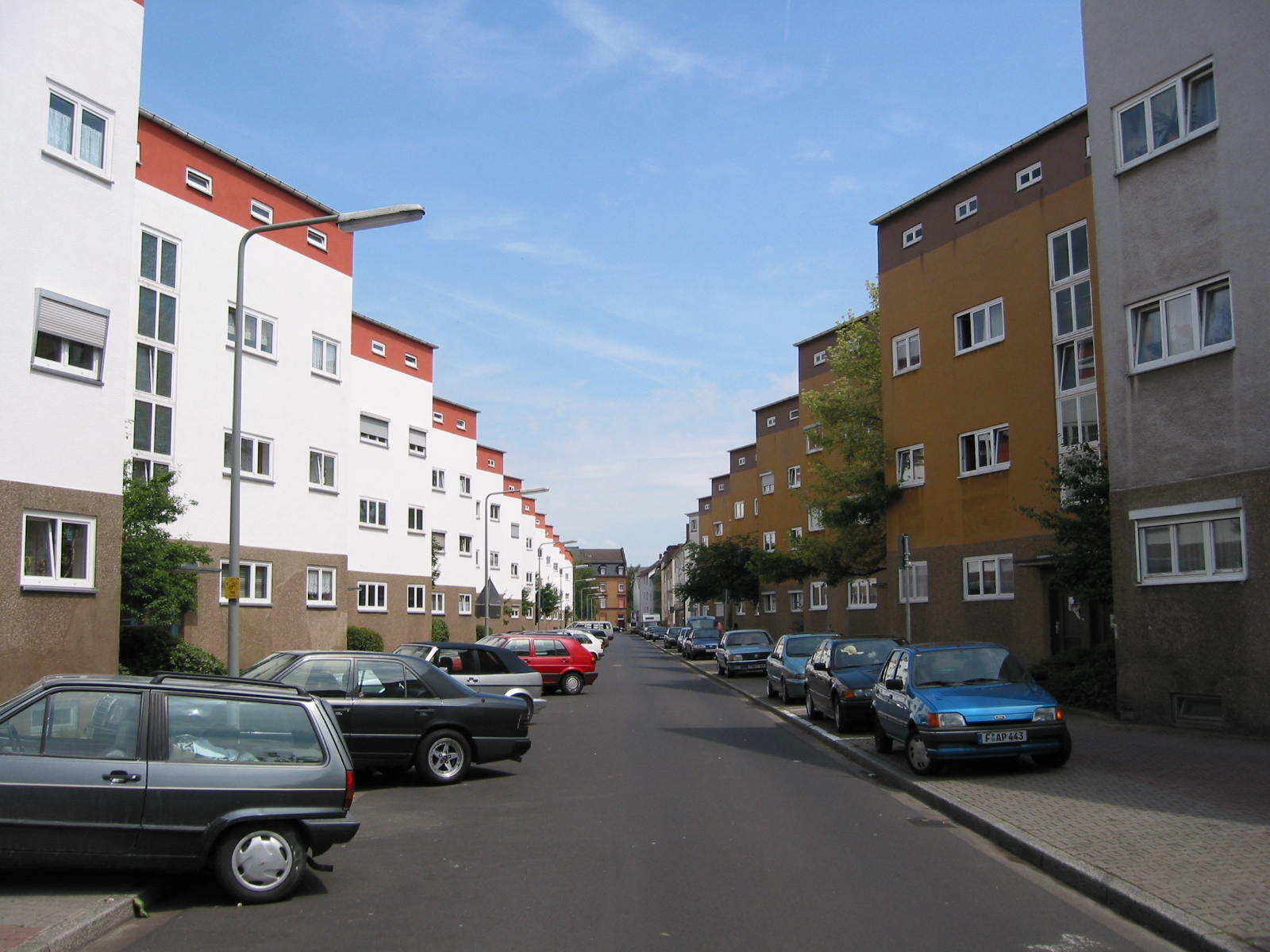
Ернст Май, «Зигзагові» будинки у Франкфурті

Поширенню стиля сприяло призначення соціал-демократичною адміністрацією Франкфурта-на-Майні на посаду міського архітектора Ернста Мая. Май навчався у британського архітектора й урбаніста Реймона Анвіна. Його проєкт міста-сада вплинув на формування Маєм урбаністичного відкритого простору. Проте він повністю відкинув ностальгічний стиль проєкту Анвіна «Hampstead Garden Suburb». «Новий Франкфурт» Мая став надзвичайно важливим для подальшого розвитку Нової речевості, не так через його дивовижний вигляд, як завдяки його успіху в швидкому відновленні тисячі бідних містечок. Ернест Май запросив до Франкфурту інших архітекторів, зокрема Маргариту Шютте-Ліхоцькі (де вона розробляла дизайн франкфуртської кухні) і Марта Стама. Безпосередній вплив Мая можна побачити в архітектурі житлового селища Тертен, зведеного за проєктом Вальтера Ґропіуса в Дессау 1926 року, тоді ж, коли споруджено більш відому будівлю Баугауза. 1927 року до виставки Німецького Веркбунда у новому стилі звели житловий комплекс Вайсенгоф. Німеччина стала центром Нової Забудови.

## Функціоналізм і мінімалістське житло
Архітектори Нової речевості прагнули побудувати якомога рентабельніше житло, частково для розв'язання післявоєнної житлової кризи в Німеччині, а частково для виконання обіцянки статті 155 Веймарської конституції 1919 року, яка передбачала «здорове житло» для всіх німців. Ця фраза сприяла розтлумаченню терміна нім. Existenzminimum (прожитковий мінімум) і технічному визначенню мінімально прийнятної площі кімнати, об'єму свіжого повітря, компактності, доступу до транспорту і зелених насаджень тощо.
У той час відбулося масове поширення будинків у новому стилі в усіх німецьких містах. У Берліні архітектор Мартін Вагнер працював із колишніми експресіоністами Бруно Таутом і Гуґо Герінґом над проєктом кольорових будинків із терасами. Будівлі Таута мали сучасні плоскі дахи, великі зручності, такі як газ, електричне світло та ванні кімнати. До уваги бралися інсоляція і провітрювання квартир, наявність в подвір'ях озеленення. Критики скаржилися, що ці помешкання занадто розкішні для «простих людей». Однак мер Берліна Густав Босс захищав їх: «Ми хочемо підняти нижчі рівні суспільства».

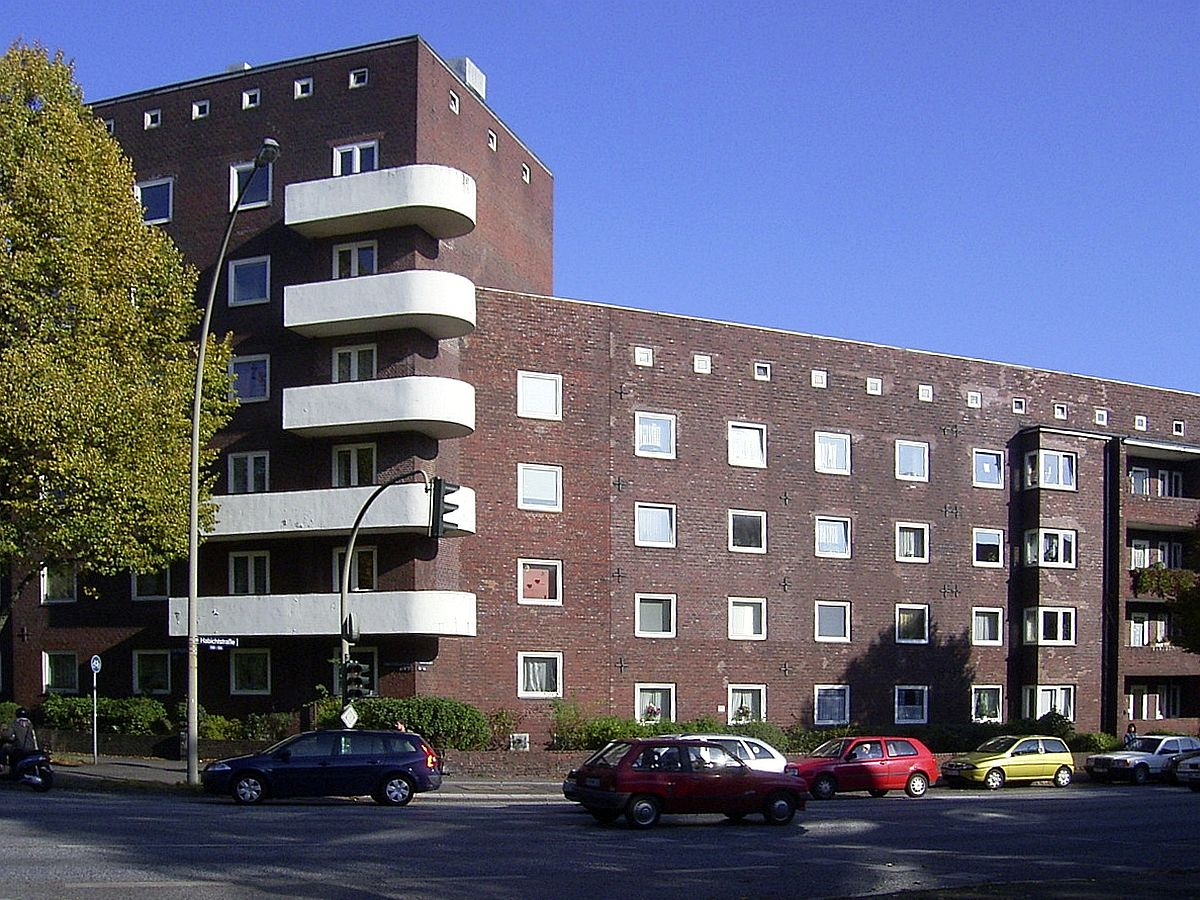
Карл Шнайдер, квартири в Гамбурзі, 1929 рік

Окрім того, Карл Шнайдер спроєктував недорогі житлові комплекси в Гамбурзі, Людвіг Міс ван дер Рое — в берлінській Африканіш-Штрассе. Отто Геслер і Ґропіус збудували прямолінійні і, за словами їхніх критиків, схематичні будинки Зейленбау в Даммерстоку, Карлсруе. Для позначення досить суворого і простого стилю Нової речевості (в якому «немає нічого зайвого») почали вживати термін «функціоналізм», що використовувався ще в 1925 році Адольфом Беном у книзі «Der Moderne Zweckbau» («Сучасна функціональна будівля»). У 1926 році практично всі німецькі архітектори-модерністи об'єднались у групу «Der Ring». Вона незабаром зазнала гострої критики з боку нацистських архітекторів, таких як Пауль Шульце-Наумбург, який у відповідь створив «Блок».

## Поширення Нової речевості

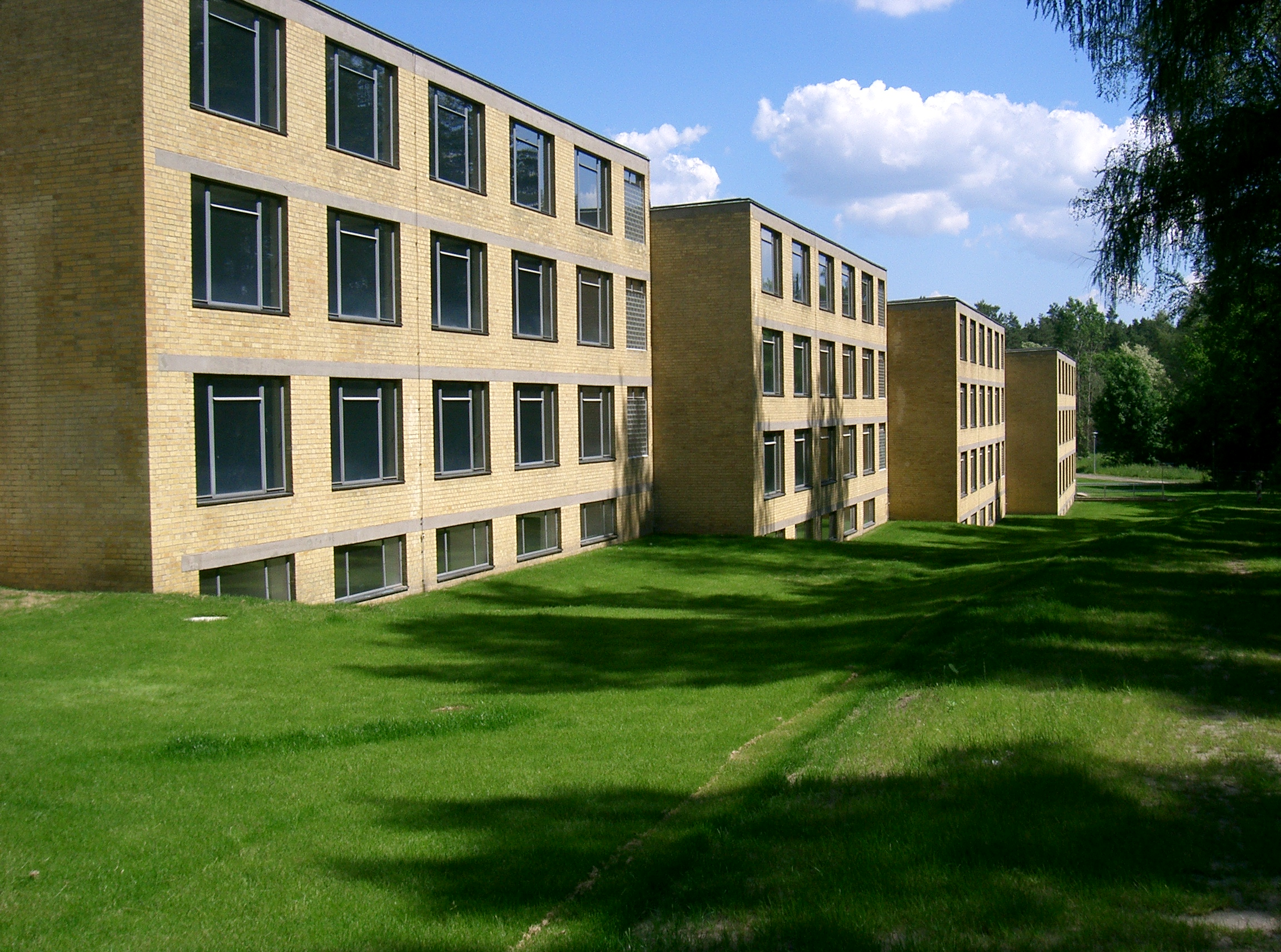
Студентські гуртожитки, Профспілкова школа ADGB, 1928—1930

У Швейцарії та Нідерландах сформувалась група «ABC Group», до складу якої входили Лазар Лисицький, Март Стам, Ганнес Меєр. Найбільшою роботою стали скляні будівлі фабрики Ван Нелле в Роттердамі. Чисті лінії Нової речевості також використовувались для поєктування шкіл та громадських будівель: будинків Мая у Франкфурті, Профспілкової школи ADGB Ганнеса Меєра в Бернау, школи Олександра фон Гумбольдта в Берліні Макса Таута, будівлі поліції в Берліні Мартина Вагнера. Під впливом стримлайну впродовж 1926—1928 років у Берліні спроєктували кінотеатри «Kino-Universum» (Еріх Мендельсон) і «Kino Babylon» (Ганс Пельціг).

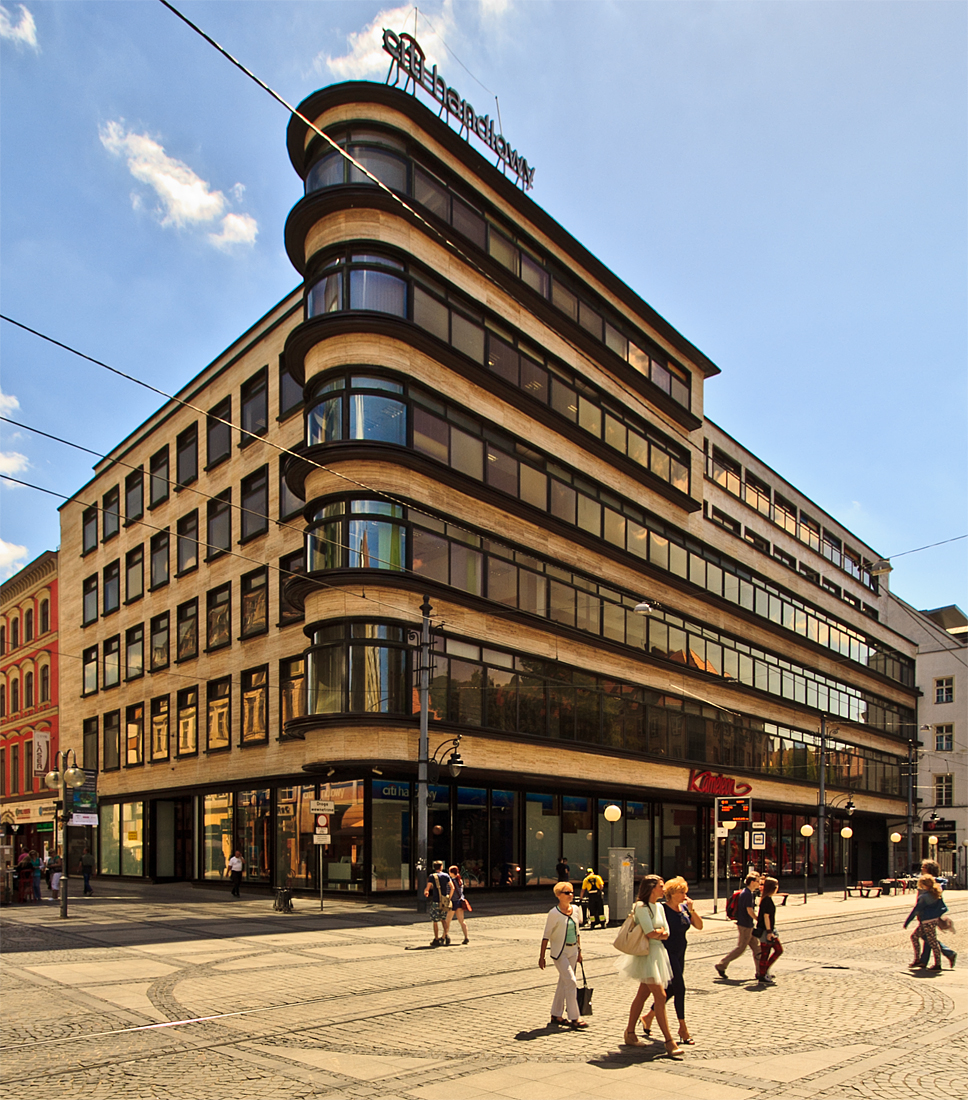
Еріх Мендельсон, універмаг Петерсдорфа, Вроцлав

Велика депресія, що почалася в 1929 році, мала катастрофічні наслідки для Нової Забудови через фінансову залежність Німеччини від США. Багато комплексів, запланованих у Франкфурті та Берліні, були відкладені на невизначений час.

## Згасання стилю
Прихід до влади у Німеччині націонал-соціалістів, посилення політичного тиску на єврейських та соціал-демократичних архітекторів змусило їх залишити країну.
Багато значних німецьких модерністів, які сповідували ліву ідеологію, вирушило до Радянського Союзу. Значну пропагандистську роботу провів Лазар Лисицький. Май, Стам і Шютте-Ліхоцькі переїхали в 1930 році, щоб створити нові міста, як Магнітогорськ. Невдовзі прибувають Бруно Таут і так звана «бригада Баугауза» Ганнеса Меєра.
Проте радянський експеримент провалився. Умови праці були жахливими і безнадійними. Будматеріалів не вистачало. Будівельники виявилися некваліфікованими й незацікавленими у результатах праці. А схвалення Йосипом Сталіним проєкту «ретроградного» Палацу Рад у лютому 1932 року викликало бурхливу реакцію міжнародної модерністської спільноти, зокрема Ле Корбюзьє. Модерністи щойно втратили свого найбільшого роботодавця. Внутрішня радянська політика призвела до жорсткого конфлікту між архітекторами і не менш жорстокої кампанії проти іноземних фахівців. Частину архітекторів репресували.
Інша частина німецьких архітекторів поїхала до Японії або до значної німецької громади в Стамбулі. Архітектори модерністської спільноти опинилися навіть у Кенії, Мексиці та Швеції.
Ще частина приєдналася до різних проєктів у Великій Британії і Сполучених Штатів, де Ґропіус, Брейер та берлінський містобудівник Мартін Вагнер навчали студентів у Гарвардській вищій школі дизайну.

## Галерея

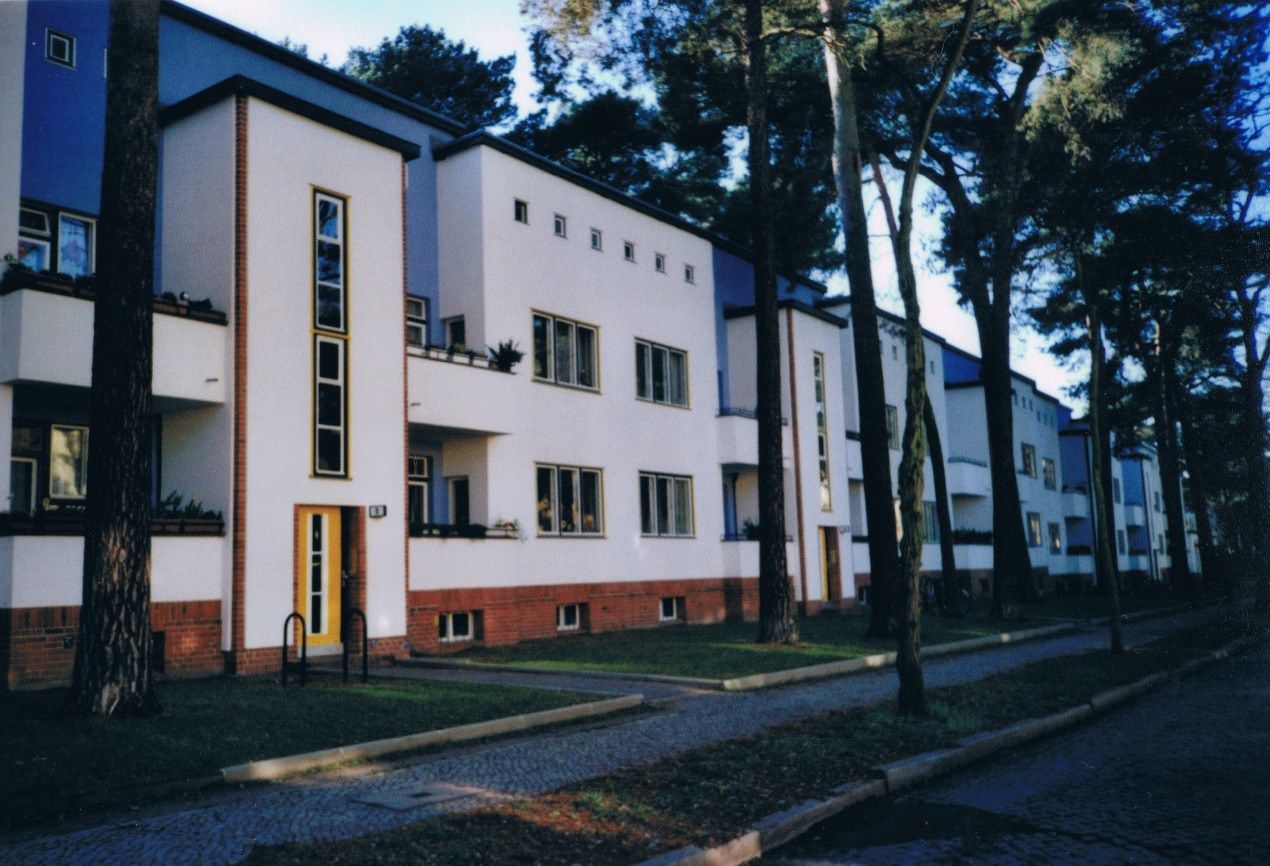
Бруно Таут. Онкель-Томс-Гютте, Вільскіштрассе, Берлін
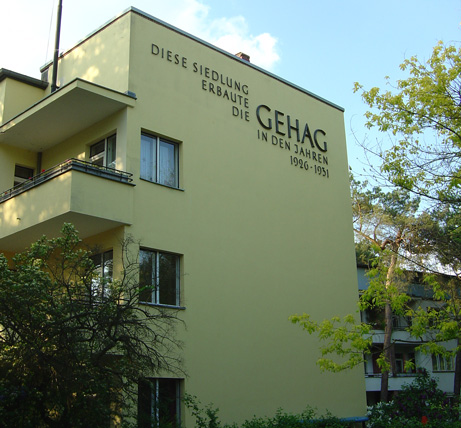
Бруно Таут. Онкель-Томс-Гютте, Берлін
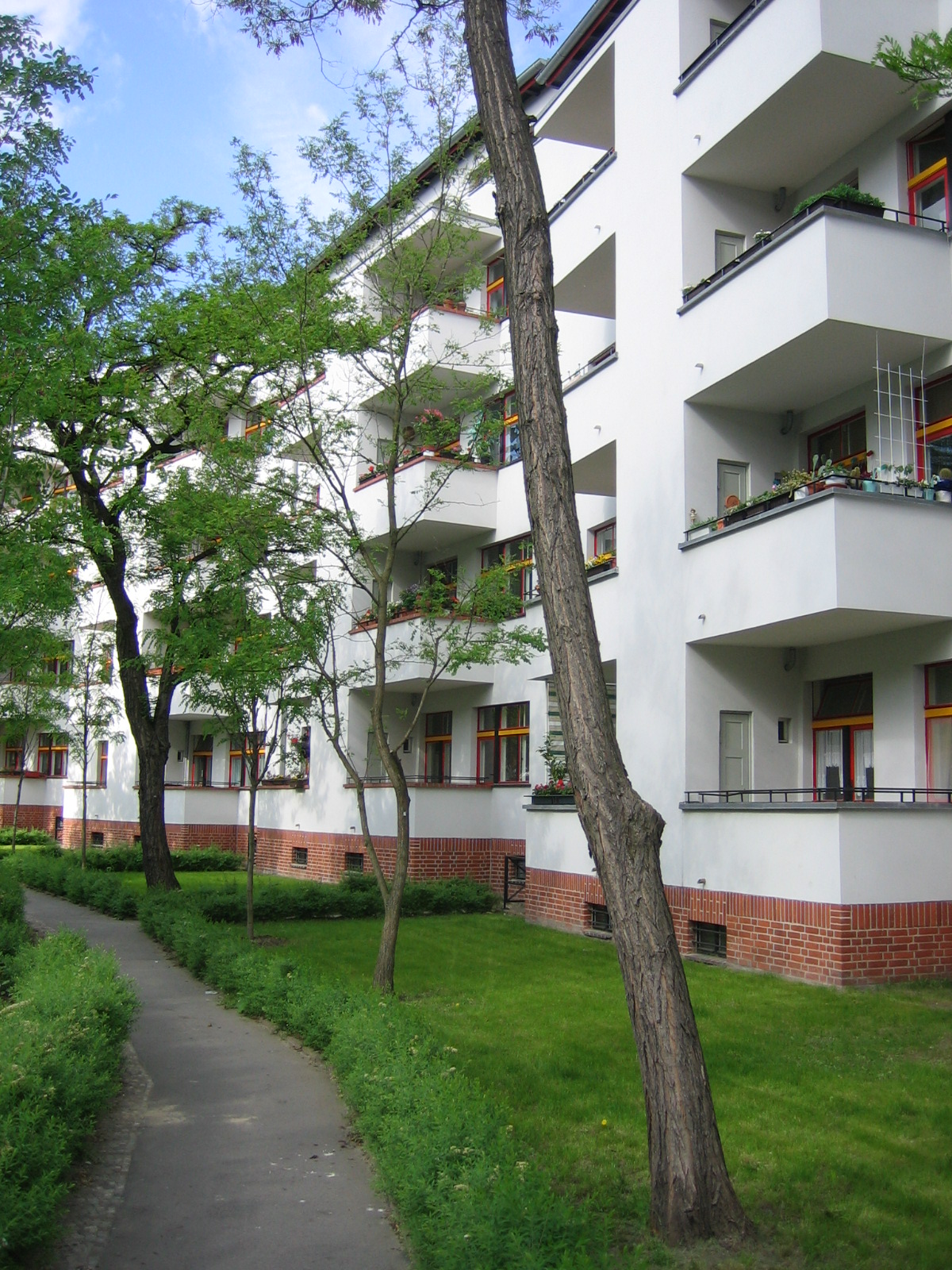
Бруно Таут. Квартири в берлінському районі Пренцлауер-Берґ
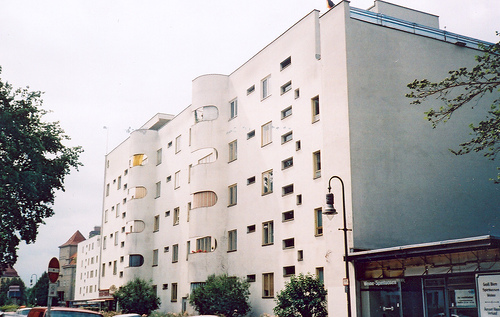
Квартири в Берліні-Сіменштадті, Ганс-Шарун
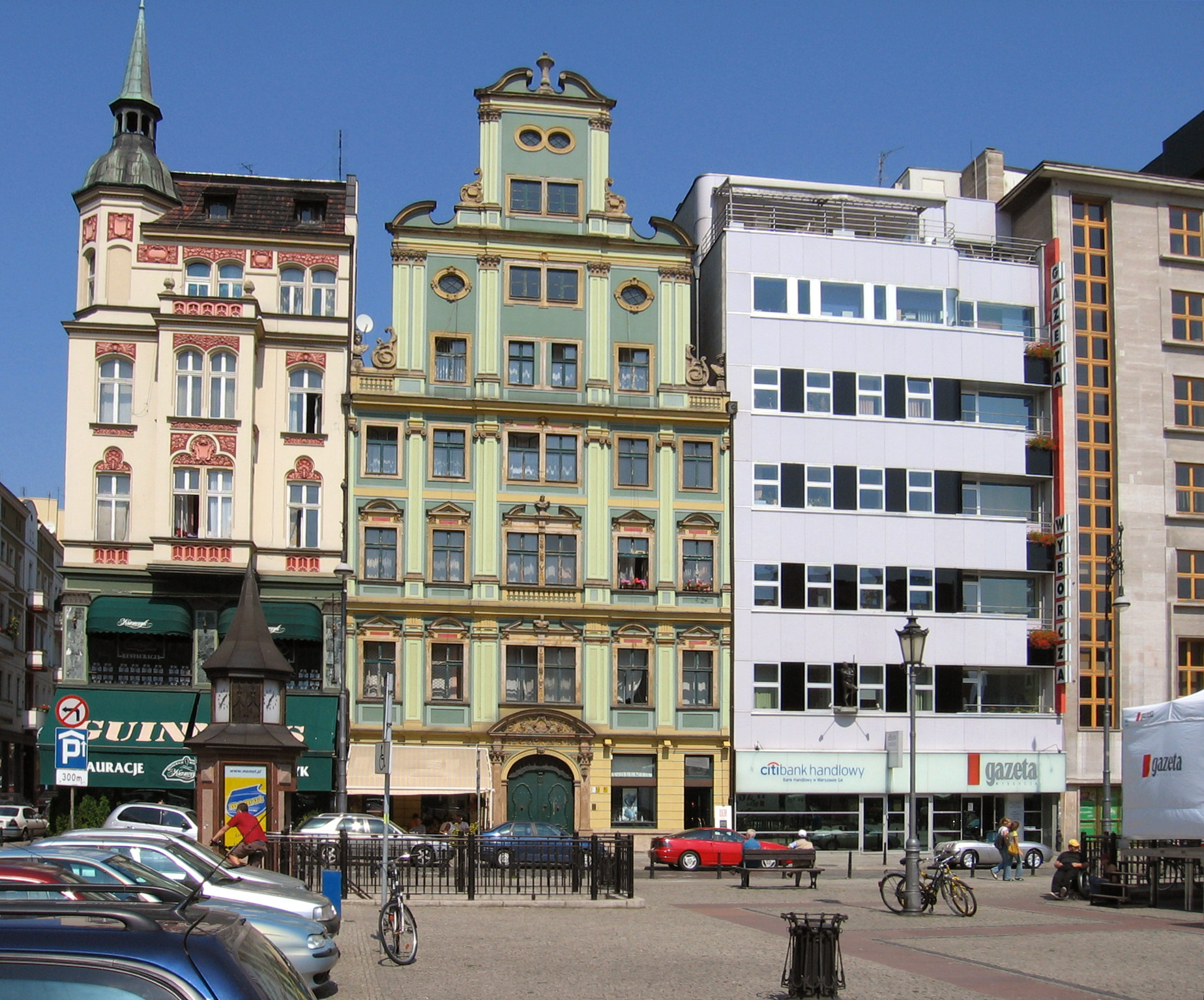
Аптека Морена Адольфа Радінга у Вроцлаві